# Lavauzelle (maison d'édition)
Pour les articles homonymes, voir Lavauzelle.
Lavauzelle est une maison d'édition, entreprise de papeterie et imprimerie française créée en 1835 à Panazol (agglomération de Limoges dans la Haute-Vienne), et spécialisée à l'origine dans les livres à thématique militaire et les fournitures à l'armée.

## Historique

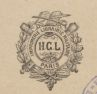
Logo de l'imprimerie Henri Charles-Lavauzelle en 1920.

En 1879, Henri Charles-Lavauzelle (1853-1926) prend la direction, en tant que libraire-éditeur et imprimeur, de l’imprimerie-papeterie créée en 1835, qui prend alors le nom d'imprimerie Charles-Lavauzelle.
Elle devient rapidement un des principaux fournisseurs de l'armée française qui cherche à se moderniser après la défaite de 1870 dans ses domaines de compétence. Elle devient l'éditeur du Bulletin de la guerre rédigé par le ministère puis de La France Militaire. Pendant la Première Guerre mondiale, Georges Clemenceau la cite à l'ordre de la nation.

### Depuis les années 1990
En 1991 est créée la société Lavauzelle-Graphic qui regroupe les moyens d'impression et de fabrication du groupe : Flash-Graphic, imprimerie Charles-Lavauzelle, l'imprimerie Bontemps (hors secteur agendas et objets publicitaires intégré au groupe Exacompta Clairefontaine propriété de la famille vosgeoise Nusse).
Tout en continuant ses activités liées à l'armée, le groupe s'est diversifié avec des succès inégaux (qui lui ont valu une période de redressement judiciaire à partir de 2009, notamment en direction du système éducatif et des fournitures scolaires et des fournitures de bureau.
Le 18 octobre 2018, le tribunal de commerce de Limoges prononce la liquidation de Lavauzelle Graphic, après 10 ans passés en redressement judiciaire. Son activité d'édition scolaire, militaire et équestre, y compris le fonds de collection, est cédée au groupe d'édition Interscol, qui devient alors propriétaire de la marque Lavauzelle, l'entreprise n'étant plus dirigée par la famille Lavauzelle.

## Catalogue (librairie)
Depuis la fin du XIXe siècle plus de 900 titres ont été publiés, notamment sur les thématiques suivantes :
- fonctionnement de l'armée
- histoire militaire, renseignement militaire, géopolitique
- histoire du patrimoine, mémoire
- équitation

Lavauzelle a aussi publié des auteurs régionaux tel Léonce Bourliaguet.
Certains titres anciens sont disponibles en reprint.